# Гіллебрандит
Гіллебрандит (рос. гиллебрандит; англ. hillebrandite; нім. Hillebrandit m) — водний силікат кальцію ланцюжкової будови з групи амфіболоїдів.

## Етимологія та історія
Названий американським геофізиком Фредериком Юджином Райтом у 1908 році на честь Вільяма Френсіса Гіллебранда — американського хіміка.

## Загальний опис
Хімічна формула: 1. За Є.Лазаренко: Ca12[(OH)14Si6O17]; 2. За К.Фреєм: Ca2SiO3(ОН)2. Склад у %: CaO — 57,76; SiO2 — 32,59; Н2О — 9,36. Домішки: MgO, Fe2O3+FeO, Al2O3, TiO, Na2O, K2O.
Сингонія моноклінна. Волокнисті та променисті агрегати.
Густина 2,69.
Твердість 5,5.
Білий або зеленуватий.
Зустрічається в контактних зонах вапняків з діоритом.